# Puy de Montoncel
De Puy de Montoncel is een Franse berg in de Monts du Forez, Centraal Massief, op de grens drie departementen: Loire, Puy-de-Dôme en Allier. Met zijn 1287 meter is de berg de hoogste van het departement Allier en van de Montagne Bourbonnaise. De zone rond de Puy de Montoncel staat bekend als de Bois Noirs. De Puy de Montoncel en de Bois Noirs worden soms ook als deel van de Monts du Forez gezien. De berg ligt in het uiterste noorden van het parc naturel régional du Livradois-Forez.